# 甘露水真言
甘露水真言は、甘露水陀羅尼、甘露陀羅尼ともいう。出典は「仏説甘露経陀羅尼呪」になる。経には、水を一杯持ち、甘露水真言を７回唱えると、水が空中にまかれ、真言の力により、甘露に変わり、餓鬼の食事は満たされ、足りないものはいないという（若取水一杯，以【甘露水真言】加持七遍，而后将水泼洒于空中，则每一滴泼洒出去的水，因甘露水真言的加持力，都将变成十斛的甘露，能令一切饿鬼吃食饱满，无有乏少）。お盆や施餓鬼などでよく唱えられる陀羅尼で、中国では変食真言と一緒に唱えられることが多い。

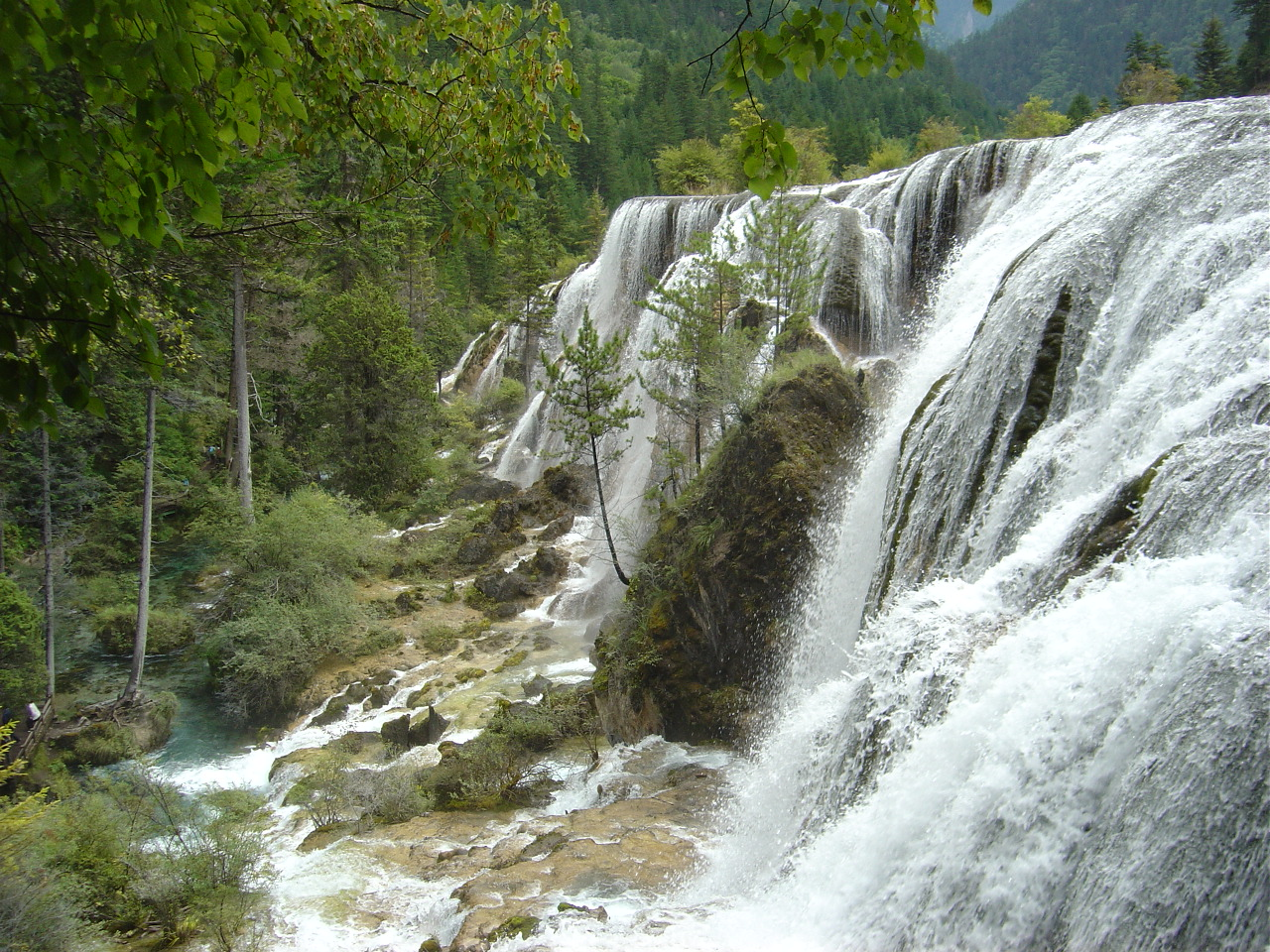

不空三蔵法師の訳した「施諸餓鬼飲食及水法」でも言及しており、この甘露水真言を7回唱えると、飲食と水ができ、無量の乳と甘露に変わり、一切の餓鬼の喉に入り、飲食は無量無辺となり、これらの餓鬼衆生はすべて平等に食事にありつけ、すべてが満腹になるという（诵此甘露水真言七遍，能令饮食及水，变成无量的乳及甘露，能开一切饿鬼咽喉，能令饮食变得无量无边，使这些饿鬼众生都能平等受食，普皆饱满）。

## 参考
- 海濤法師_甘露施食儀軌_10_甘露水真言
- 梵文【甘露水真言】～林光明
- 法会読誦書常用儀軌抄録（日中対訳版）